# Haaren (Adelsgeschlecht)

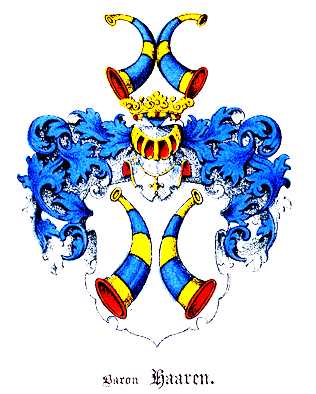
Familienwappen derer von Haaren

Haaren ist der Familienname eines deutsch-baltischen Adelsgeschlechts. Die zum Uradel gehörige Familie war seit der Mitte des 17. Jahrhunderts in Kurland und Litauen ansässig. Ihre Vorfahren sollen, wenn auch nicht eindeutig nachweisbar, aus dem Raum Osnabrück stammen. Die baltische Stammfolge beginnt urkundlich mit Christopher Otto Alexander von Haaren († 1745). Die Adelsfamilie war überwiegend durch Gutsbesitzer und Staatsbeamte gekennzeichnet.
Die Familie ist von dem westfälischen Adelsgeschlecht Haren und dem limburgischen Adelsgeschlecht Haren zu unterscheiden.

## Geschichte
Bei der Suche nach dem Ursprung der deutsch-baltischen „von Haaren“, wird an die von circa 1200 bis 1550 beurkundeten „von Horne“ angeknüpft. Sie waren Ministeriale der Grafen von Tecklenburg und der Bischöfe von Osnabrück und Paderborn und traten mehrfach als Zeugen der Edelherren von der Lippe auf. Sie beurkundeten mit einem Siegel auf dem zwei ins Andreaskreuz gestellte Hifthörner abgebildet waren. Die Herkunft der „von Horne“, mit den gekreuzten Hörnern, dürfte die Bauernschaft Hörne (Hörne) in der nächsten Nähe von Osnabrück sein. Einst hatte die Familie von Horne ihren Stammsitz auf der jetzigen Harenburg in der Nähe der Johanniter-Kommende Lage. Die Harenburg hieß noch 1589 Horneburg und nach 1580 nannte sich die Familie Horne bald Haren.

## Stammfolge
Christopher Otto Alexander von Haaren († 1745) im Kirchspiel Birsen, Kurland ⚭ Sibylla von der Ropp (* um 1725)
- Wilhelm Christopher von Haaren (* 1749 in Poislitz, (Gouvernement Kowno); † um 1816), Herr auf Schismen und Poislitz ⚭ Dorothea von Düsterloh (* 1758)
  - Karl Wilhelm von Haaren (* 1785 in Davidischeck; † 1835 in Johannenhof lettisch: Jāņa muiža), preußischer Kapitän ⚭ Juliane von Schilling, Herr auf Weißpomusch, Johannenhof und Salat (1794–1843)
    - Eugen Karl von Haaren (* 1819 in Gemauert-Pomusch; † 1873 in Mitau), Herr auf Johannenhof und Alt-Memelhof (litauisch: Kvetkai) ⚭ Alexandra von Hahn (1824–1902)
      - Eugen Friedrich Karl Theodor von Haaren (* 1852 in Johannenhof; † 1912 in Mitau) Herr auf Alt-Memelhof, Johannenhof, Salat, Duhren, Direktionsrat Kurländische Kreditvereinigung, Kreismarschall, ⚭ Clementine von Hahn (1852–1890)
        - Eugen Paul Julius von Haaren (* 1881 in Alt-Memelhof; † 1955 in Flensburg) Herr auf Johannenhof, Salat, Freiwilliger in der Baltischen Landwehr ⚭ Freda von Rönne (* 1885)
          - Alexander Eugen von Haaren (* 1909), lebte in Afrika
          - Eugen Paul von Haaren (* 1912 in Johanneshof)

        - Paul Wilhelm Franz von Haaren (* 1882 in Alt-Memelhof; † 1940), Diplomingenieur, Herr auf Alt-Memelhof, Freiwilliger in der Baltischen Landwehr ⚭ Lisa von der Brüggen (Haus Laidsen)
          - Paul-Adolph Eugen Eduard von Haaren (* 1918 in Mitau; † 1919 in Stettin)
          - Ernst-Eberhard Kurt von Haaren (* 1920 in Berlin)
          - Adolph Erich Arthur von Haaren (* 3. August 1922 in Reußen; † 14. Juli 2019 in Düsseldorf)[7]
          - Wilhelm Eugen Paul von Haaren (* 1924 in Rothstein (Niederlausitz))

        - Adolph Alexander Johannes Christoph von Haaren (* 1884 in Alt-Memelhof; † 1964) ⚭ Marie-Louise von Medem a.d.H. Grünhof (* 1893)
          - Jürgen Hugo Wilhelm von Haaren (* 1917 in Schmenzin)
          - Paul-Theodor Harald Bernd Dieter von Haaren (* 1828 in Stettin)

## Wappen
Blasonierung des Wappens in den Ostseeprovinzen: Silbernes Wappenschild mit zwei abgewandten Hifthörnern mit goldenen Beschlägen, die roten Schallöffnungen abwärts gekehrt. Helmzier: über der Krone die beiden zum Andreaskreuz ausgerichteten Hifthörner. Die Helmdecke ist blau-silbern.
Im russischen Heroldsamte ist für einen Zweig dieses Geschlechts die Vermehrung des Wappens um eine auf dem Schilde ruhende Baronskrone anerkannt worden.
Alternative Wappendarstellung im Wappenbuch des Westfälischen Adels: In Silber zwei rote goldbebänderte Hifthörner ins Andreaskreuz gestellt. Auf dem gekrönten Helm mit rot-silbernen Helmdecken dieselben Hörner.

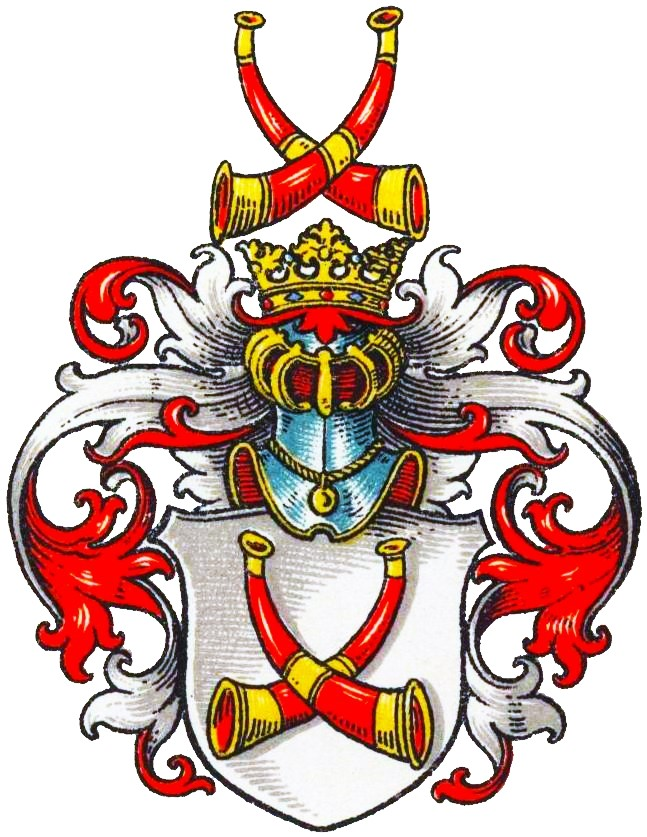
Wappen derer von Haren
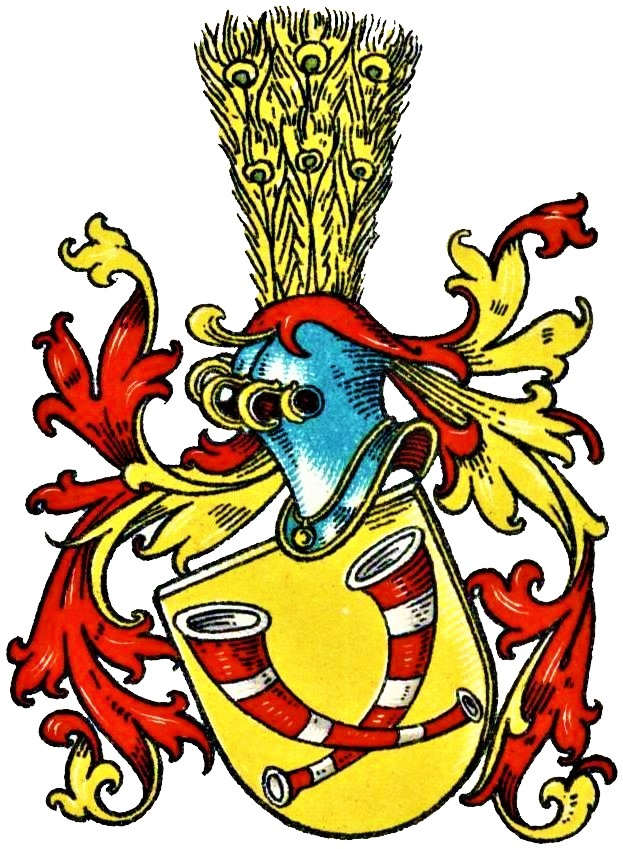
Wappen derer von Horne